# Landkreis Kronach
Landkreis Kronach är ett distrikt (Landkreis) i Oberfranken i det tyska förbundslandet Bayern. Huvudorten är Kronach. Distriktet ligger i Planungsregion Oberfranken-West.

## Geografi
Distriktet ligger till största delen i bergstrakten Frankenwald med upp till 700 meter höga toppar. Bara i sydvästra hörnet ligger ett kulligt område med 200 till 500 meter höga toppar.

## Ekonomi
Hemelektroniktillverkaren Loewe AG har sitt huvudkontor i Kronach. Det medeltida slottet Burg Lauenstein är ett känt utflyktsmål.